# Остапченко Людмила Іванівна
Людмила Іванівна Остапченко (нар. 14 лютого 1954) — українська науковиця-біохімік. Доктор біологічних наук, професор. Академік АН ВШ України з 2002 р. Заслужений діяч науки і техніки України.

## Біографія
Народилась в м. Києві. Закінчила біологічний факультет КДУ ім. Т. Шевченка в 1976 р. Учениця, зокрема, професорів Руфіни Виноградової та Бориса Цудзевича.
У 1980 р. вступила до аспірантури на кафедру біохімії, після закінчення якої з 1984 р. працювала в лабораторії фізико-хімічної біології на посадах: молодшого, старшого, провідного, головного наукового співробітника, а з 2000 р. — професор кафедри біохімії.
З 2002 р. — декан біологічного факультету КНУ ім. Т. Шевченка, з 2004 по 2014 рр. — завідувачка кафедри біохімії. Читає лекції з курсу «Біохімія» та спецкурси: «Молекулярні основи дії ферментів», «Кінетика ферментів», «Молекулярні механізми гормональної регуляції», «Структура і функції біомембран».

## Наукова діяльність
Основний напрям наукової діяльності — дослідження універсальних систем регуляції трансдукції сигналу в клітинах за умов розвитку різних патологічних станів, зокрема молекулярних механізмів регуляції активності циклонуклеотид- та кальційзалежних регуляторних каскадів у різних клітинах, інтерфероніндукована система 2’,5’-олігоаденілату в лімфоїдних клітинах та тканинах, біохімічні процеси в клітинах слизової шлунка й кишечника за умов розвитку різноманітних патологій шлунково-кишкового тракту.
Публікації: автор 400 наукових праць, серед яких: монографій — 4; підручників і навчальних посібників — 7, наукових статей — 160, навчально-методичних праць — 22, патентів — 3. Індекс Гірша Остапченко за базою даних Scopus станом на червень 2015 року дорівнює 3 (99 публікацій були процитовані 38 разів у 1996—2015 роках).
Підготувала 8 кандидатів наук.
Голова методичної комісії з біології МОН України, відповідальний редактор журналу «Вісник КНУ ім. Т. Шевченка» (серія «Біологія» та серія «Проблеми регуляції фізіологічних функцій»). Заст. голови експертної ради ДАК МОН України. Заст. голови спеціалізованої вченої ради із захисту докторських дисертацій.

## Звання і нагороди
- Орден княгині Ольги III ст. (27 жовтня 2009) — за значний особистий внесок у розвиток національної вищої освіти, підготовку висококваліфікованих фахівців, багаторічну плідну наукову і педагогічну діяльність та з нагоди 175-річчя Київського національного університету імені Тараса Шевченка[2]
- Заслужений діяч науки і техніки України (9 вересня 2004) — за заслуги у розвитку національної освіти, підготовку висококваліфікованих фахівців, багаторічну плідну наукову і педагогічну діяльність та з нагоди 170-річчя Київського національного університету імені Тараса Шевченка[3]
- Державна премія України в галузі науки і техніки 2012 року — за цикл наукових праць «Механізми функціонування органів системи травлення» (у складі колективу)[4]
- Лауреат премії ім. О. В. Палладіна НАН України. Нагороджена знаками МОН України «Петро Могила» (2007), «За наукові досягнення» (2008).